# Guy Niv
Guy Niv (Misgav, 8 de marzo de 1994) es un ciclista israelí que fue profesional entre 2018 y 2022.
En 2020 se convirtió en el primer ciclista israelí en participar de un Tour de Francia. También tomó la salida en la edición de 2022, año en el que puso fin a su carrera.

## Palmarés
2019
- Campeonato de Israel Contrarreloj
- 3.º en el Campeonato de Israel en Ruta

2020
- 2.º en el Campeonato de Israel Contrarreloj

## Resultados en Grandes Vueltas
| Carrera | Carrera         | 2018 | 2019  | 2020  | 2021 | 2022 |
| ------- | --------------- | ---- | ----- | ----- | ---- | ---- |
|         | Giro de Italia  | Ab.  | 113.º | —     | 74.º | —    |
|         | Tour de Francia | —    | —     | 139.º | —    | 76.º |
|         | Vuelta a España | —    | —     | —     | 93.º | —    |

—: no participa

Ab.: abandono

## Equipos
- Israel (08.2017[4] -2022)
  - Israel Cycling Academy (08.2017-2019)
  - Israel Start-Up Nation (2020-2021)
  - Israel-Premier Tech (2022)